# D Smoke
Daniel Anthony Farris (Inglewood, 17 de outubro de 1985), mais conhecido como D Smoke, é um rapper e compositor norte-americano.